# Мунафик
Муна́фик (араб. مُنَافِق‎) — исламский термин, которым обозначают лицемера. Мунафик внешне показывает себя набожным мусульманином, но не является верующим. Упоминание о мунафиках имеется в нескольких аятах Корана.

## Этимология
Арабское слово «мунафикун» происходит от слова нафика’, которое означает закрытый вход в нору тушканчика, который выходит и входит через другой вход (каси‘а). В случае опасности тушканчик открывает нафику и убегает через неё от своих врагов, пытающихся поймать его через каси‘а. С религиозной точки зрения, лицемеры входят в ислам с одной стороны и выходят из него с другой.

## Первые лицемеры
Во времена пророка Мухаммеда в Медине существовала «партия лицемеров» во главе с Абдуллахом ибн Убайем. Внешне они приняли ислам, но на самом деле были противниками мусульман. Их попытка основать центр в пригороде Медины Кубе, где они построили свою «Масджид ад-Дирар» (мечеть раздора), окончилась неудачей. После смерти Ибн Убайя пророк Мухаммад совершил над его телом погребальную молитву, после чего ему был ниспослан аят, о том, чтобы после этого над телами умерших лицемеров эта молитва не совершалась: «Никогда не совершай обрядовой молитвы по кому-либо из мунафиков и не останавливайся у его могилы. Ведь они не уверовали в Аллаха и Его Посланника и умерли нечестивцами».

## Признаки лицемеров
Признаки лицемеров проявляются либо в убеждениях, либо в поступках.
Лицемерие в убеждениях
Ислам считает лицемеров худшими, чем неверующие (кафиры). Согласно Корану, после смерти лицемеры будут вечно пребывать в нижнем (самом мучительном) уровне ада (джаханнама).
Блуждая между верой и неверием (куфром), лицемеры занимаются интригами и создают вокруг себя смуту (фитну). Они могут совершать действия, соответствующие шариату, но делают они это напоказ. Лицемеры с трудом поднимаются на молитвы, дают ложные клятвы, пытаясь отвратить окружающих от религии. Они распространяют среди верующих ложные слухи; посмеиваются над знамениями Аллаха; поступают только в соответствии со своими личными интересами; в бою они убегают от врагов, а в случае победы пытаются заполучить свою долю от военных трофеев (ганима).
Лицемерие в поступках
Лицемерие в поступках имеет место в случае некоторой схожести поступков людей с поступками лицемеров. При этом нельзя утверждать, что лицемерие проникло в убеждения (иман) таких людей. Согласно преданию, пророк Мухаммад сказал: «Имеется три признака лицемерия человека: разговаривая с кем-то, он лжёт, не сдерживает своих обещаний, не сохраняет в неприкосновенности то, что ему доверили другие люди».
Вероятность того, что лицемерие в некоторых поступках может стать убеждением людей, их совершающих, велика. Человеку, ощущающему в себе признаки этого вида лицемерия, необходимо раскаяться (тауба) и срочно принять меры для своего исправления.